# Finlandia (wodka)
Finlandia is een Finse wodka die van gerst gemaakt wordt. Hij wordt gedestilleerd in Koskenkorva en gemaakt met natuurlijk bronwater. De wodka wordt geproduceerd door en is eigendom van Coca-Cola HBC.
Finlandia is een van de meest bekende exportproducten van Finland. Sinds 1971 is het op de Amerikaanse markt verkrijgbaar. Anno 2004 is het in 100 verschillende landen te krijgen.
Onder de drinkers van Finlandia bevindt zich ook James Bond. Finlandia had ooit een reclamecampagne waarin het merk als de favoriete wodka van deze spion werd gepresenteerd.
Finlandia is tevens te krijgen in de smaken limoen en veenbes.

## Galerij

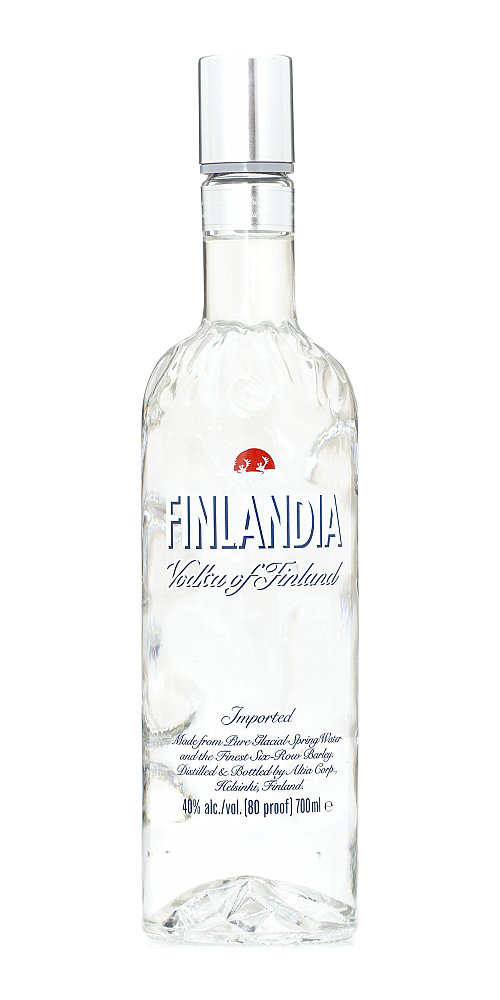
Finlandia wodka 70cl.
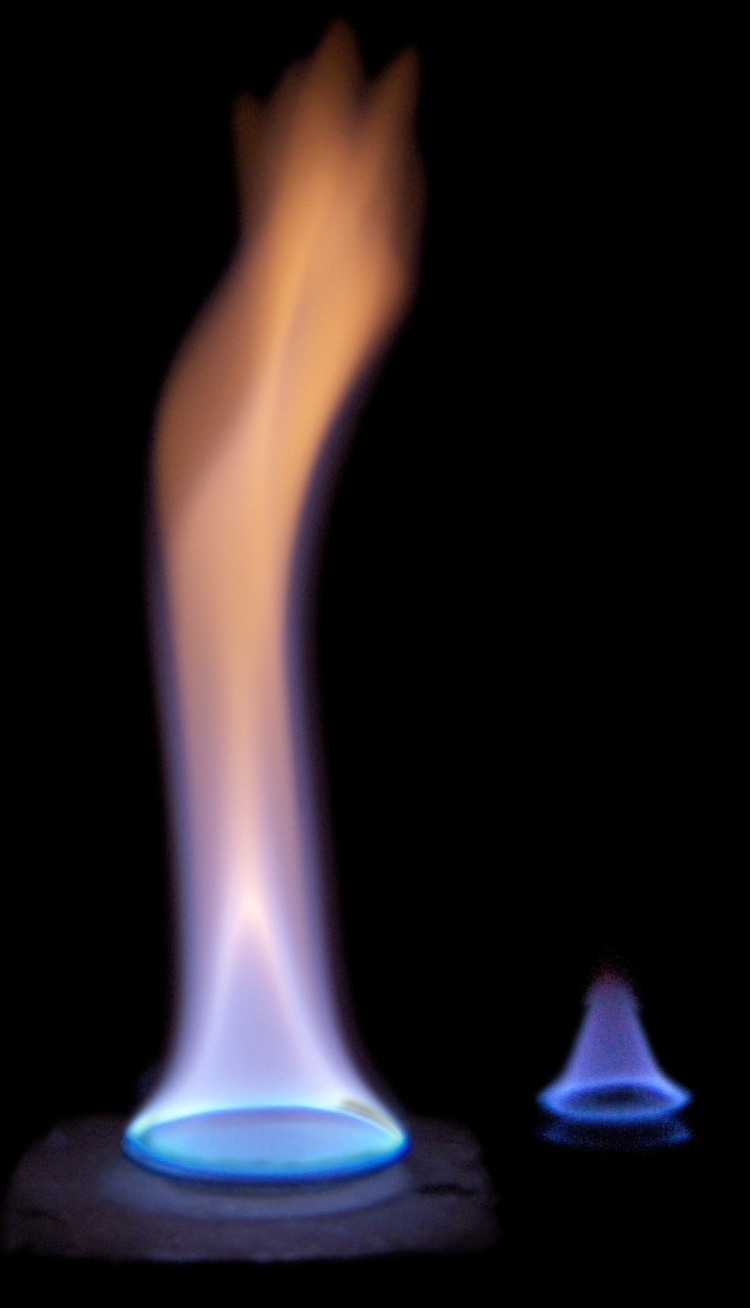
Brandende Finlandia